# Лєщинер Борис Ізраїльович
Борис Ізраїльович Лєщинер (1911, Київська губернія, тепер Київська область — вересень 1984, місто Томськ, Російська Федерація) — радянський діяч, 1-й секретар Новогородського райкому ВКП(б) міста Сімферополя, секретар Кримського обласного комітету ВКП(б). Кандидат філософських наук.

## Біографія
Народився в єврейській родині. Трудову діяльність розпочав слюсарем машинобудівного заводу в місті Керчі.
Член ВКП(б).
Працював у Керченському міському комітеті ВЛКСМ, служив у Червоній армії, працював у Кримському обласному комітеті ВЛКСМ.
З 1931 року — в Кримському обласному комітеті ВКП(б).
Закінчив Вищу партійну школу при ЦК ВКП(б).
До березня 1940 року — 1-й секретар Новогородського районного комітету ВКП(б) міста Сімферополя.
15 березня 1940 — 1943 року — секретар Кримського обласного комітету ВКП(б) із кадрів.
У 1941—1943 роках — заступник начальника Кримського штабу партизанського руху, учасник німецько-радянської війни.
У 1943—1951 роках — на партійній роботі в Алтайському краї: завідувач відділу Алтайського крайового комітету ВКП(б).
У 1951—1956 роках — викладач філософії в Томській обласної партійній школі.
У 1956—1964 роках — викладач, заступник завідувача, завідувач кафедри марксизму-ленінізму, в 1964—1978 роках — завідувач кафедри філософії та наукового комунізму, в 1978—1984 роках — доцент кафедри філософії та голова ради кафедр суспільних наук Томського інженерно-будівельного інституту.
Помер у вересні 1984 року в місті Томську.

## Нагороди
- орден «Знак Пошани»
- медалі
- заслужений працівник культури РРФСР (1967)